# Cúp C1 châu Âu 1978–79
Cúp C1 châu Âu 1978–79 là mùa giải thứ 24 của giải đấu các câu lạc bộ bóng đá C1 châu Âu. Đội bóng Anh Nottingham Forest đã lần đầu tiên lên ngôi vô địch sau khi đánh bại đối thủ Malmö FF đến từ Thụy Điển với tỷ số 1–0. Forest lúc đó đang ở trong thời kì hoàng kim dưới sự dẫn dắt của huấn luyện viên Brian Clough, đã đánh bại nhà đương kim vô địch Liverpool tại vòng đầu tiên.

## Vòng sơ loại
| Đội 1  | TTS | Đội 2            | Lượt đi | Lượt về |
| ------ | --- | ---------------- | ------- | ------- |
| Monaco | 3–2 | Steaua București | 3–0     | 0–2     |

### Lượt đi
| Monaco                                | 3–0     | Steaua București |
| ------------------------------------- | ------- | ---------------- |
| Onnis 42' · Zorzetto 48' · Nogués 61' | Báo cáo |                  |

### Lượt về
| Steaua București | 2–0     | Monaco |
| ---------------- | ------- | ------ |
| Troi 51', 76'    | Báo cáo |        |

Monaco giành chiến thắng chung cuộc 3-2.

## Nhánh đấu
|  | Vòng đầu tiên       | Vòng đầu tiên | Vòng đầu tiên     | Vòng đầu tiên |   |                   | Vòng hai | Vòng hai | Vòng hai | Vòng hai |  |  | Tứ kết | Tứ kết | Tứ kết | Tứ kết |  |  | Bán kết | Bán kết | Bán kết | Bán kết |  |  | Chung kết | Chung kết |  |
|  |                     |               |                   |               |   |                   |          |          |          |          |  |  |        |        |        |        |  |  |         |         |         |         |  |  |           |           |  |
|  | AEK Athens          | 6             | 1                 | 7             |   |                   |          |          |          |          |  |  |        |        |        |        |  |  |         |         |         |         |  |  |           |           |  |
|  | AEK Athens          | 6             | 1                 | 7             |   |                   |          |          |          |          |  |  |        |        |        |        |  |  |         |         |         |         |  |  |           |           |  |
|  | Porto               | 1             | 4                 | 5             |   |                   |          |          |          |          |  |  |        |        |        |        |  |  |         |         |         |         |  |  |           |           |  |
|  | Porto               | 1             | 4                 | 5             |   | AEK Athens        | 1        | 1        | 2        |          |  |  |        |        |        |        |  |  |         |         |         |         |  |  |           |           |  |
|  |                     |               |                   |               |   | AEK Athens        | 1        | 1        | 2        |          |  |  |        |        |        |        |  |  |         |         |         |         |  |  |           |           |  |
|  |                     |               | Nottingham Forest | 2             | 5 | 7                 |          |          |          |          |  |  |        |        |        |        |  |  |         |         |         |         |  |  |           |           |  |
|  | Nottingham Forest   | 2             | Nottingham Forest | 2             | 5 | 7                 | 0        | 2        |          |          |  |  |        |        |        |        |  |  |         |         |         |         |  |  |           |           |  |
|  | Nottingham Forest   | 2             |                   |               |   |                   |          |          |          |          |  |  |        |        |        |        |  |  |         |         |         |         |  |  |           |           |  |
|  | Liverpool           | 0             | 0                 | 0             |   |                   |          |          |          |          |  |  |        |        |        |        |  |  |         |         |         |         |  |  |           |           |  |
|  | Liverpool           | 0             | 0                 | 0             |   | Nottingham Forest | 4        | 1        | 5        |          |  |  |        |        |        |        |  |  |         |         |         |         |  |  |           |           |  |
|  |                     |               |                   |               |   |                   |          |          |          |          |  |  |        |        |        |        |  |  |         |         |         |         |  |  |           |           |  |
|  |                     |               | Grasshopper       | 1             | 1 | 2                 |          |          |          |          |  |  |        |        |        |        |  |  |         |         |         |         |  |  |           |           |  |
|  | Real Madrid         | 5             | Grasshopper       | 1             | 1 | 2                 | 7        | 12       |          |          |  |  |        |        |        |        |  |  |         |         |         |         |  |  |           |           |  |
|  | Real Madrid         | 5             |                   |               |   |                   |          |          |          |          |  |  |        |        |        |        |  |  |         |         |         |         |  |  |           |           |  |
|  | Progrès Niedercorn  | 0             | 0                 | 0             |   |                   |          |          |          |          |  |  |        |        |        |        |  |  |         |         |         |         |  |  |           |           |  |
|  | Progrès Niedercorn  | 0             | 0                 | 0             |   | Real Madrid       | 3        | 0        | 3        |          |  |  |        |        |        |        |  |  |         |         |         |         |  |  |           |           |  |
|  |                     |               |                   |               |   | Real Madrid       | 3        | 0        | 3        |          |  |  |        |        |        |        |  |  |         |         |         |         |  |  |           |           |  |
|  |                     |               | Grasshopper (SK)  | 1             | 2 | 3                 |          |          |          |          |  |  |        |        |        |        |  |  |         |         |         |         |  |  |           |           |  |
|  | Grasshopper         | 8             | Grasshopper (SK)  | 1             | 2 | 3                 | 5        | 13       |          |          |  |  |        |        |        |        |  |  |         |         |         |         |  |  |           |           |  |
|  | Grasshopper         | 8             |                   |               |   |                   |          |          |          |          |  |  |        |        |        |        |  |  |         |         |         |         |  |  |           |           |  |
|  | Valletta            | 0             | 3                 | 3             |   |                   |          |          |          |          |  |  |        |        |        |        |  |  |         |         |         |         |  |  |           |           |  |
|  | Valletta            | 0             | 3                 | 3             |   | Nottingham Forest | 3        | 1        | 4        |          |  |  |        |        |        |        |  |  |         |         |         |         |  |  |           |           |  |
|  |                     |               |                   |               |   |                   |          |          |          |          |  |  |        |        |        |        |  |  |         |         |         |         |  |  |           |           |  |
|  |                     |               | Köln              | 3             | 0 | 3                 |          |          |          |          |  |  |        |        |        |        |  |  |         |         |         |         |  |  |           |           |  |
|  | Odense              | 2             | Köln              | 3             | 0 | 3                 | 1        | 3        |          |          |  |  |        |        |        |        |  |  |         |         |         |         |  |  |           |           |  |
|  | Odense              | 2             |                   |               |   |                   |          |          |          |          |  |  |        |        |        |        |  |  |         |         |         |         |  |  |           |           |  |
|  | Lokomotiv Sofia     | 2             | 2                 | 4             |   |                   |          |          |          |          |  |  |        |        |        |        |  |  |         |         |         |         |  |  |           |           |  |
|  | Lokomotiv Sofia     | 2             | 2                 | 4             |   | Lokomotiv Sofia   | 0        | 0        | 0        |          |  |  |        |        |        |        |  |  |         |         |         |         |  |  |           |           |  |
|  |                     |               |                   |               |   | Lokomotiv Sofia   | 0        | 0        | 0        |          |  |  |        |        |        |        |  |  |         |         |         |         |  |  |           |           |  |
|  |                     |               | Köln              | 1             | 4 | 5                 |          |          |          |          |  |  |        |        |        |        |  |  |         |         |         |         |  |  |           |           |  |
|  | Köln                | 4             | Köln              | 1             | 4 | 5                 | 1        | 5        |          |          |  |  |        |        |        |        |  |  |         |         |         |         |  |  |           |           |  |
|  | Köln                | 4             |                   |               |   |                   |          |          |          |          |  |  |        |        |        |        |  |  |         |         |         |         |  |  |           |           |  |
|  | ÍA                  | 1             | 1                 | 2             |   |                   |          |          |          |          |  |  |        |        |        |        |  |  |         |         |         |         |  |  |           |           |  |
|  | ÍA                  | 1             | 1                 | 2             |   | Köln              | 1        | 1        | 2        |          |  |  |        |        |        |        |  |  |         |         |         |         |  |  |           |           |  |
|  |                     |               |                   |               |   |                   |          |          |          |          |  |  |        |        |        |        |  |  |         |         |         |         |  |  |           |           |  |
|  |                     |               | Rangers           | 0             | 1 | 1                 |          |          |          |          |  |  |        |        |        |        |  |  |         |         |         |         |  |  |           |           |  |
|  | Juventus            | 1             | Rangers           | 0             | 1 | 1                 | 0        | 1        |          |          |  |  |        |        |        |        |  |  |         |         |         |         |  |  |           |           |  |
|  | Juventus            | 1             |                   |               |   |                   |          |          |          |          |  |  |        |        |        |        |  |  |         |         |         |         |  |  |           |           |  |
|  | Rangers             | 0             | 2                 | 2             |   |                   |          |          |          |          |  |  |        |        |        |        |  |  |         |         |         |         |  |  |           |           |  |
|  | Rangers             | 0             | 2                 | 2             |   | Rangers           | 0        | 3        | 3        |          |  |  |        |        |        |        |  |  |         |         |         |         |  |  |           |           |  |
|  |                     |               |                   |               |   | Rangers           | 0        | 3        | 3        |          |  |  |        |        |        |        |  |  |         |         |         |         |  |  |           |           |  |
|  |                     |               | PSV Eindhoven     | 0             | 2 | 2                 |          |          |          |          |  |  |        |        |        |        |  |  |         |         |         |         |  |  |           |           |  |
|  | Fenerbahçe          | 2             | PSV Eindhoven     | 0             | 2 | 2                 | 1        | 3        |          |          |  |  |        |        |        |        |  |  |         |         |         |         |  |  |           |           |  |
|  | Fenerbahçe          | 2             |                   |               |   |                   |          |          |          |          |  |  |        |        |        |        |  |  |         |         |         |         |  |  |           |           |  |
|  | PSV Eindhoven       | 1             | 6                 | 7             |   |                   |          |          |          |          |  |  |        |        |        |        |  |  |         |         |         |         |  |  |           |           |  |
|  | PSV Eindhoven       | 1             | 6                 | 7             |   | Nottingham Forest | 1        |          |          |          |  |  |        |        |        |        |  |  |         |         |         |         |  |  |           |           |  |
|  |                     |               |                   |               |   |                   |          |          |          |          |  |  |        |        |        |        |  |  |         |         |         |         |  |  |           |           |  |
|  |                     |               | Malmö FF          | 0             |   |                   |          |          |          |          |  |  |        |        |        |        |  |  |         |         |         |         |  |  |           |           |  |
|  | Vllaznia            | 2             | Malmö FF          | 0             | 1 | 3                 |          |          |          |          |  |  |        |        |        |        |  |  |         |         |         |         |  |  |           |           |  |
|  | Vllaznia            | 2             |                   |               |   |                   |          |          |          |          |  |  |        |        |        |        |  |  |         |         |         |         |  |  |           |           |  |
|  | Austria Wien        | 0             | 4                 | 4             |   |                   |          |          |          |          |  |  |        |        |        |        |  |  |         |         |         |         |  |  |           |           |  |
|  | Austria Wien        | 0             | 4                 | 4             |   | Austria Wien      | 4        | 0        | 4        |          |  |  |        |        |        |        |  |  |         |         |         |         |  |  |           |           |  |
|  |                     |               |                   |               |   | Austria Wien      | 4        | 0        | 4        |          |  |  |        |        |        |        |  |  |         |         |         |         |  |  |           |           |  |
|  |                     |               | Lillestrøm        | 1             | 0 | 1                 |          |          |          |          |  |  |        |        |        |        |  |  |         |         |         |         |  |  |           |           |  |
|  | Linfield            | 0             | Lillestrøm        | 1             | 0 | 1                 | 0        | 0        |          |          |  |  |        |        |        |        |  |  |         |         |         |         |  |  |           |           |  |
|  | Linfield            | 0             |                   |               |   |                   |          |          |          |          |  |  |        |        |        |        |  |  |         |         |         |         |  |  |           |           |  |
|  | Lillestrøm          | 0             | 1                 | 1             |   |                   |          |          |          |          |  |  |        |        |        |        |  |  |         |         |         |         |  |  |           |           |  |
|  | Lillestrøm          | 0             | 1                 | 1             |   | Austria Wien      | 3        | 0        | 3        |          |  |  |        |        |        |        |  |  |         |         |         |         |  |  |           |           |  |
|  |                     |               |                   |               |   |                   |          |          |          |          |  |  |        |        |        |        |  |  |         |         |         |         |  |  |           |           |  |
|  |                     |               | Dynamo Dresden    | 1             | 1 | 2                 |          |          |          |          |  |  |        |        |        |        |  |  |         |         |         |         |  |  |           |           |  |
|  | Omonia              | 2             | Dynamo Dresden    | 1             | 1 | 2                 | 0        | 2        |          |          |  |  |        |        |        |        |  |  |         |         |         |         |  |  |           |           |  |
|  | Omonia              | 2             |                   |               |   |                   |          |          |          |          |  |  |        |        |        |        |  |  |         |         |         |         |  |  |           |           |  |
|  | Bohemians (SK)      | 1             | 1                 | 2             |   |                   |          |          |          |          |  |  |        |        |        |        |  |  |         |         |         |         |  |  |           |           |  |
|  | Bohemians (SK)      | 1             | 1                 | 2             |   | Bohemians         | 0        | 0        | 0        |          |  |  |        |        |        |        |  |  |         |         |         |         |  |  |           |           |  |
|  |                     |               |                   |               |   | Bohemians         | 0        | 0        | 0        |          |  |  |        |        |        |        |  |  |         |         |         |         |  |  |           |           |  |
|  |                     |               | Dynamo Dresden    | 0             | 6 | 6                 |          |          |          |          |  |  |        |        |        |        |  |  |         |         |         |         |  |  |           |           |  |
|  | Partizan            | 2             | Dynamo Dresden    | 0             | 6 | 6                 | 0        | 2 (4)    |          |          |  |  |        |        |        |        |  |  |         |         |         |         |  |  |           |           |  |
|  | Partizan            | 2             |                   |               |   |                   |          |          |          |          |  |  |        |        |        |        |  |  |         |         |         |         |  |  |           |           |  |
|  | Dynamo Dresden (LL) | 0             | 2                 | 2 (5)         |   |                   |          |          |          |          |  |  |        |        |        |        |  |  |         |         |         |         |  |  |           |           |  |
|  | Dynamo Dresden (LL) | 0             | 2                 | 2 (5)         |   | Austria Wien      | 0        | 0        | 0        |          |  |  |        |        |        |        |  |  |         |         |         |         |  |  |           |           |  |
|  |                     |               |                   |               |   |                   |          |          |          |          |  |  |        |        |        |        |  |  |         |         |         |         |  |  |           |           |  |
|  |                     |               | Malmö FF          | 0             | 1 | 1                 |          |          |          |          |  |  |        |        |        |        |  |  |         |         |         |         |  |  |           |           |  |
|  | Zbrojovka Brno      | 2             | Malmö FF          | 0             | 1 | 1                 | 2        | 4        |          |          |  |  |        |        |        |        |  |  |         |         |         |         |  |  |           |           |  |
|  | Zbrojovka Brno      | 2             |                   |               |   |                   |          |          |          |          |  |  |        |        |        |        |  |  |         |         |         |         |  |  |           |           |  |
|  | Újpesti Dózsa       | 2             | 0                 | 2             |   |                   |          |          |          |          |  |  |        |        |        |        |  |  |         |         |         |         |  |  |           |           |  |
|  | Újpesti Dózsa       | 2             | 0                 | 2             |   | Zbrojovka Brno    | 2        | 1        | 3        |          |  |  |        |        |        |        |  |  |         |         |         |         |  |  |           |           |  |
|  |                     |               |                   |               |   | Zbrojovka Brno    | 2        | 1        | 3        |          |  |  |        |        |        |        |  |  |         |         |         |         |  |  |           |           |  |
|  |                     |               | Wisła Kraków (SK) | 2             | 1 | 3                 |          |          |          |          |  |  |        |        |        |        |  |  |         |         |         |         |  |  |           |           |  |
|  | Club Brugge         | 2             | Wisła Kraków (SK) | 2             | 1 | 3                 | 1        | 3        |          |          |  |  |        |        |        |        |  |  |         |         |         |         |  |  |           |           |  |
|  | Club Brugge         | 2             |                   |               |   |                   |          |          |          |          |  |  |        |        |        |        |  |  |         |         |         |         |  |  |           |           |  |
|  | Wisła Kraków        | 1             | 3                 | 4             |   |                   |          |          |          |          |  |  |        |        |        |        |  |  |         |         |         |         |  |  |           |           |  |
|  | Wisła Kraków        | 1             | 3                 | 4             |   | Wisła Kraków      | 2        | 1        | 3        |          |  |  |        |        |        |        |  |  |         |         |         |         |  |  |           |           |  |
|  |                     |               |                   |               |   |                   |          |          |          |          |  |  |        |        |        |        |  |  |         |         |         |         |  |  |           |           |  |
|  |                     |               | Malmö FF          | 1             | 4 | 5                 |          |          |          |          |  |  |        |        |        |        |  |  |         |         |         |         |  |  |           |           |  |
|  | Haka                | 0             | Malmö FF          | 1             | 4 | 5                 | 1        | 1        |          |          |  |  |        |        |        |        |  |  |         |         |         |         |  |  |           |           |  |
|  | Haka                | 0             |                   |               |   |                   |          |          |          |          |  |  |        |        |        |        |  |  |         |         |         |         |  |  |           |           |  |
|  | Dynamo Kyiv         | 1             | 3                 | 4             |   |                   |          |          |          |          |  |  |        |        |        |        |  |  |         |         |         |         |  |  |           |           |  |
|  | Dynamo Kyiv         | 1             | 3                 | 4             |   | Dynamo Kyiv       | 0        | 0        | 0        |          |  |  |        |        |        |        |  |  |         |         |         |         |  |  |           |           |  |
|  |                     |               |                   |               |   | Dynamo Kyiv       | 0        | 0        | 0        |          |  |  |        |        |        |        |  |  |         |         |         |         |  |  |           |           |  |
|  |                     |               | Malmö FF          | 0             | 2 | 2                 |          |          |          |          |  |  |        |        |        |        |  |  |         |         |         |         |  |  |           |           |  |
|  | Malmö FF            | 0             | Malmö FF          | 0             | 2 | 2                 | 1        | 1        |          |          |  |  |        |        |        |        |  |  |         |         |         |         |  |  |           |           |  |
|  | Malmö FF            | 0             |                   |               |   |                   |          |          |          |          |  |  |        |        |        |        |  |  |         |         |         |         |  |  |           |           |  |
|  | Monaco              | 0             | 0                 | 0             |   |                   |          |          |          |          |  |  |        |        |        |        |  |  |         |         |         |         |  |  |           |           |  |

## Vòng đầu tiên
| Đội 1             | TTS         | Đội 2              | Lượt đi | Lượt về |
| ----------------- | ----------- | ------------------ | ------- | ------- |
| AEK Athens        | 7–5         | Porto              | 6–1     | 1–4     |
| Nottingham Forest | 2–0         | Liverpool          | 2–0     | 0–0     |
| Real Madrid       | 12–0        | Progrès Niedercorn | 5–0     | 7–0     |
| Grasshopper       | 13–3        | Valletta           | 8–0     | 5–3     |
| Odense            | 3–4         | Lokomotiv Sofia    | 2–2     | 1–2     |
| Köln              | 5–2         | ÍA                 | 4–1     | 1–1     |
| Juventus          | 1–2         | Rangers            | 1–0     | 0–2     |
| Fenerbahçe        | 3–7         | PSV Eindhoven      | 2–1     | 1–6     |
| Vllaznia          | 3–4         | Austria Wien       | 2–0     | 1–4     |
| Linfield          | 0–1         | Lillestrøm         | 0–0     | 0–1     |
| Omonia            | 2–2 (SK)    | Bohemians          | 2–1     | 0–1     |
| Partizan          | 2–2 (4–5 p) | Dynamo Dresden     | 2–0     | 0–2     |
| Zbrojovka Brno    | 4–2         | Újpesti Dózsa      | 2–2     | 2–0     |
| Club Brugge       | 3–4         | Wisła Kraków       | 2–1     | 1–3     |
| Haka              | 1–4         | Dynamo Kyiv        | 0–1     | 1–3     |
| Malmö FF          | 1–0         | Monaco             | 0–0     | 1–0     |

### Lượt đi
| AEK Athens                                                                      | 6–1     | Porto        |
| ------------------------------------------------------------------------------- | ------- | ------------ |
| Bajević 3', 20' · Ardizoglou 16' · Konstantinou 39' · Nikolaou 58' · Mavros 60' | Báo cáo | Oliveira 51' |

| Nottingham Forest         | 2–0     | Liverpool |
| ------------------------- | ------- | --------- |
| Birtles 26' · Barrett 87' | Báo cáo |           |

| Real Madrid                                                | 5–0     | Progrès Niedercorn |
| ---------------------------------------------------------- | ------- | ------------------ |
| Jensen 12' · Juanito 30', 66' · Del Bosque 40' · Wolff 84' | Báo cáo |                    |

| Grasshopper                                                  | 8–0     | Valletta |
| ------------------------------------------------------------ | ------- | -------- |
| Sulser 31', 46', 58', 62', 64' · Ponte 32', 35' · Wehrli 67' | Báo cáo |          |

| Odense                | 2–2     | Lokomotiv Sofia           |
| --------------------- | ------- | ------------------------- |
| Munk Nielsen 32', 44' | Báo cáo | Kolev 60' · Velichkov 69' |

| Köln                                            | 4–1     | ÍA               |
| ----------------------------------------------- | ------- | ---------------- |
| Littbarski 12' · Neumann 26', 39' · Konopka 72' | Báo cáo | Hallgrímsson 20' |

| Juventus  | 1–0     | Rangers |
| --------- | ------- | ------- |
| Virdis 9' | Báo cáo |         |

| Fenerbahçe              | 2–1     | PSV Eindhoven |
| ----------------------- | ------- | ------------- |
| Çetiner 17' · İlhan 43' | Báo cáo | Brandts 23'   |

| Vllaznia                 | 2–0     | Austria Wien |
| ------------------------ | ------- | ------------ |
| Zhega 8' · Ballgjini 55' | Báo cáo |              |

| Linfield | 0–0     | Lillestrøm |
| -------- | ------- | ---------- |
|          | Báo cáo |            |

| Omonia                      | 2–1     | Bohemians    |
| --------------------------- | ------- | ------------ |
| Kanaris 21' · Dimitriou 51' | Báo cáo | O'Connor 44' |

| Partizan                 | 2–0     | Dynamo Dresden |
| ------------------------ | ------- | -------------- |
| Prekazi 5' · Đurović 47' | Báo cáo |                |

| Zbrojovka Brno           | 2–2     | Újpesti Dózsa             |
| ------------------------ | ------- | ------------------------- |
| Kroupa 72' · Janečka 77' | Báo cáo | Fekete 40' · Törőcsik 65' |

| Club Brugge               | 2–1     | Wisła Kraków |
| ------------------------- | ------- | ------------ |
| Ceulemans 24' · Cools 28' | Báo cáo | Kapka 83'    |

| Haka | 0–1     | Dynamo Kyiv  |
| ---- | ------- | ------------ |
|      | Báo cáo | Baltacha 74' |

| Malmö FF | 0–0     | Monaco |
| -------- | ------- | ------ |
|          | Báo cáo |        |

### Lượt về
| Porto                                     | 4–1     | AEK Athens  |
| ----------------------------------------- | ------- | ----------- |
| Vital 63', 83' · Teixeira 79' · Gomes 88' | Báo cáo | Bajević 32' |

AEK Athens giành chiến thắng chung cuộc 7-5.
| Liverpool | 0–0     | Nottingham Forest |
| --------- | ------- | ----------------- |
|           | Báo cáo |                   |

Nottingham Forest giành chiến thắng chung cuộc 2–0.
| Progrès Niedercorn | 0–7     | Real Madrid                                                                                            |
| ------------------ | ------- | --- |
|                    | Báo cáo | Pirri 10' · Jensen 19' · Stielike 28' · Santillana 46', 87' · García Hernández 65' · Margue 90' (l.n.) |

Real Madrid giành chiến thắng chung cuộc 12–0.
| Valletta                                | 3–5     | Grasshopper                                                         |
| --------------------------------------- | ------- | ------------------------------------------------------------------- |
| Agius 56' · Seychell 83' · Farrugia 86' | Báo cáo | Sulser 13' (ph.đ.) · Ponte 61' · Traber 69', 78' · Her. Hermann 77' |

Grasshopper giành chiến thắng chung cuộc 13–3.
| Lokomotiv Sofia           | 2–1     | Odense              |
| ------------------------- | ------- | ------------------- |
| Mihaylov 27' · Kostov 50' | Báo cáo | Eriksen 23' (ph.đ.) |

Lokomotiv Sofia giành chiến thắng chung cuộc 4–3.
| ÍA             | 1–1     | Köln         |
| -------------- | ------- | ------------ |
| Hein 8' (l.n.) | Báo cáo | Van Gool 72' |

Köln giành chiến thắng chung cuộc 5–2.
| Rangers                   | 2–0     | Juventus |
| ------------------------- | ------- | -------- |
| MacDonald 18' · Smith 69' | Báo cáo |          |

Rangers giành chiến thắng chung cuộc 2–1.
| PSV Eindhoven                                          | 6–1     | Fenerbahçe  |
| ------------------------------------------------------ | ------- | ----------- |
| Van der Kuijlen 10', 22', 71', 74' · Deijkers 49', 55' | Báo cáo | Çetiner 87' |

PSV Eindhoven giành chiến thắng chung cuộc 7–3.
| Austria Wien                                  | 4–1     | Vllaznia   |
| --------------------------------------------- | ------- | ---------- |
| Parits 21' · Schachner 35', 74' · J. Sara 48' | Báo cáo | Hafizi 80' |

Austria Wien giành chiến thắng chung cuộc 4–3.
| Lillestrøm  | 1–0     | Linfield |
| ----------- | ------- | -------- |
| Lønstad 12' | Báo cáo |          |

Lillestrøm giành chiến thắng chung cuộc 1–0.
| Bohemians | 1–0     | Omonia |
| --------- | ------- | ------ |
| Joyce 27' | Báo cáo |        |

Hai đội hòa 2–2 sau hai lượt trận; Bohemians giành chiến thắng chung cuộc nhờ luật bàn thắng sân khách.
| Dynamo Dresden                                              | 2–0 (a.e.t.) | Partizan                                                                      |
| ----------------------------------------------------------- | ------------ | ----------------------------------------------------------------------------- |
| Dörner 8' · Weber 38'                                       | Báo cáo      |                                                                               |
| Loạt sút luân lưu                                           |              |                                                                               |
| Dörner · Weber · Schade · Kotte · Riedel · Sachse · Schmuck | 5–4          | Đorđević · Klinčarski · Pavković · Trifunović · Prekazi · Stojković · Zavišić |

Hai đội hòa 2–2 sau hai lượt trận; Dynamo Dresden giành chiến thắng chung cuộc trên loạt sút luân lưu.
| Újpesti Dózsa | 0–2     | Zbrojovka Brno         |
| ------------- | ------- | ---------------------- |
|               | Báo cáo | Došek 11' · Kroupa 41' |

Zbrojovka Brno giành chiến thắng chung cuộc 4–2.
| Wisła Kraków                            | 3–1     | Club Brugge   |
| --------------------------------------- | ------- | ------------- |
| Kmiecik 26' · Lipka 82' · Krupiński 89' | Báo cáo | Ceulemans 50' |

Wisła Kraków giành chiến thắng chung cuộc 4–3.
| Dynamo Kyiv                                | 3–1     | Haka          |
| ------------------------------------------ | ------- | ------------- |
| Veremeyev 31' · Khapsalis 35' · Buryak 85' | Báo cáo | Ronkainen 71' |

Dynamo Kyiv giành chiến thắng chung cuộc 4–1.
| Monaco | 0–1     | Malmö FF     |
| ------ | ------- | ------------ |
|        | Báo cáo | Kindvall 35' |

Malmö FF giành chiến thắng chung cuộc 1–0.

## Vòng hai
| Đội 1           | TTS     | Đội 2             | Lượt đi | Lượt về |
| --------------- | ------- | ----------------- | ------- | ------- |
| AEK Athens      | 2–7     | Nottingham Forest | 1–2     | 1–5     |
| Real Madrid     | 3–3 (a) | Grasshopper       | 3–1     | 0–2     |
| Lokomotiv Sofia | 0–5     | Köln              | 0–1     | 0–4     |
| Rangers         | 3–2     | PSV Eindhoven     | 0–0     | 3–2     |
| Austria Wien    | 4–1     | Lillestrøm        | 4–1     | 0–0     |
| Bohemians       | 0–6     | Dynamo Dresden    | 0–0     | 0–6     |
| Zbrojovka Brno  | 3–3 (a) | Wisła Kraków      | 2–2     | 1–1     |
| Dynamo Kyiv     | 0–2     | Malmö FF          | 0–0     | 0–2     |

### Lượt đi
| AEK Athens               | 1–2     | Nottingham Forest          |
| ------------------------ | ------- | -------------------------- |
| Konstantinou 59' (ph.đ.) | Báo cáo | McGovern 10' · Birtles 45' |

| Real Madrid                                        | 3–1     | Grasshopper |
| -------------------------------------------------- | ------- | ----------- |
| Juanito 5' · García Hernández 65' · Santillana 77' | Báo cáo | Sulser 59'  |

| Lokomotiv Sofia | 0–1     | Köln           |
| --------------- | ------- | -------------- |
|                 | Báo cáo | Zimmermann 58' |

| Rangers | 0–0     | PSV Eindhoven |
| ------- | ------- | ------------- |
|         | Báo cáo |               |

| Austria Wien                                  | 4–1     | Lillestrøm |
| --------------------------------------------- | ------- | ---------- |
| Gasselich 25', 34' · Sara 36' · Schachner 65' | Báo cáo | Dokken 62' |

| Bohemians | 0–0     | Dynamo Dresden |
| --------- | ------- | -------------- |
|           | Báo cáo |                |

| Zbrojovka Brno          | 2–2     | Wisła Kraków                 |
| ----------------------- | ------- | ---------------------------- |
| Pešice 73' · Kroupa 78' | Báo cáo | Kmiecik 37' · Maculewicz 86' |

| Dynamo Kyiv | 0–0     | Malmö FF |
| ----------- | ------- | -------- |
|             | Báo cáo |          |

### Lượt về
| Nottingham Forest                                            | 5–1     | AEK Athens  |
| ------------------------------------------------------------ | ------- | ----------- |
| Needham 12' · Woodcock 35' · Anderson 40' · Birtles 66', 72' | Báo cáo | Bajević 50' |

Nottingham Forest giành chiến thắng chung cuộc 7–2.
| Grasshopper    | 2–0     | Real Madrid |
| -------------- | ------- | ----------- |
| Sulser 8', 86' | Báo cáo |             |

Hòa 3–3 chung cuộc; Grasshopper chiến thắng nhờ luật bàn thắng sân khách.
| Köln                                         | 4–0     | Lokomotiv Sofia |
| -------------------------------------------- | ------- | --------------- |
| Müller 20', 79' · Van Gool 52' · Glowacz 75' | Báo cáo |                 |

Köln giành chiến thắng chung cuộc 5–0.
| PSV Eindhoven           | 2–3     | Rangers                                     |
| ----------------------- | ------- | ------------------------------------------- |
| Lubse 1' · Deijkers 60' | Báo cáo | MacDonald 57' · Johnstone 65' · Russell 87' |

Rangers giành chiến thắng chung cuộc 3–2.
| Lillestrøm | 0–0     | Austria Wien |
| ---------- | ------- | ------------ |
|            | Báo cáo |              |

Austria Wien giành chiến thắng chung cuộc 4–1.
| Dynamo Dresden                                                                 | 6–0     | Bohemians |
| ------------------------------------------------------------------------------ | ------- | --------- |
| Trautmann 39', 58' · Dörner 41' · Schmuck 49' · Riedel 60' · Kotte 75' (ph.đ.) | Báo cáo |           |

Dynamo Dresden giành chiến thắng chung cuộc 6–0.
| Wisła Kraków | 1–1     | Zbrojovka Brno |
| ------------ | ------- | -------------- |
| Kapka 53'    | Báo cáo | Došek 78'      |

Hòa 3–3 chung cuộc; Wisła Kraków giành chiến thắng nhờ luật bàn thắng sân khách.
| Malmö FF                 | 2–0     | Dynamo Kyiv |
| ------------------------ | ------- | ----------- |
| Cervin 9' · Kindvall 39' | Báo cáo |             |

Malmö FF giành chiến thắng chung cuộc 2–0.

## Tứ kết
| Đội 1             | TTS | Đội 2          | Lượt đi | Lượt về |
| ----------------- | --- | -------------- | ------- | ------- |
| Nottingham Forest | 5–2 | Grasshopper    | 4–1     | 1–1     |
| Köln              | 2–1 | Rangers        | 1–0     | 1–1     |
| Austria Wien      | 3–2 | Dynamo Dresden | 3–1     | 0–1     |
| Wisła Kraków      | 3–5 | Malmö FF       | 2–1     | 1–4     |

### Lượt đi
| Nottingham Forest                                             | 4–1     | Grasshopper |
| ------------------------------------------------------------- | ------- | ----------- |
| Birtles 31' · Robertson 47' (ph.đ.) · Gemmill 87' · Lloyd 89' | Báo cáo | Sulser 11'  |

| Köln       | 1–0     | Rangers |
| ---------- | ------- | ------- |
| Müller 58' | Báo cáo |         |

| Austria Wien                  | 3–1     | Dynamo Dresden |
| ----------------------------- | ------- | -------------- |
| Schachner 20', 90' · Zach 86' | Báo cáo | Weber 9'       |

| Wisła Kraków              | 2–1     | Malmö FF    |
| ------------------------- | ------- | ----------- |
| Nawałka 26' · Kmiecik 85' | Báo cáo | Hansson 13' |

### Lượt về
| Grasshopper        | 1–1     | Nottingham Forest |
| ------------------ | ------- | ----------------- |
| Sulser 33' (ph.đ.) | Báo cáo | O'Neill 38'       |

Nottingham Forest giành chiến thắng chung cuộc 5–2.
| Rangers    | 1–1     | Köln       |
| ---------- | ------- | ---------- |
| McLean 86' | Báo cáo | Müller 48' |

Köln giành chiến thắng chung cuộc 2–1.
| Dynamo Dresden     | 1–0     | Austria Wien |
| ------------------ | ------- | ------------ |
| Riedel 42' (ph.đ.) | Báo cáo |              |

Austria Wien giành chiến thắng chung cuộc 3–2.
| Malmö FF                                             | 4–1     | Wisła Kraków |
| ---------------------------------------------------- | ------- | ------------ |
| Ljungberg 65' (ph.đ.), 72', 90' (ph.đ.) · Cervin 82' | Báo cáo | Kmiecik 58'  |

Malmö FF giành chiến thắng chung cuộc 5–3.

## Bán kết
| Đội 1             | TTS | Đội 2    | Lượt đi | Lượt về |
| ----------------- | --- | -------- | ------- | ------- |
| Nottingham Forest | 4–3 | Köln     | 3–3     | 1–0     |
| Austria Wien      | 0–1 | Malmö FF | 0–0     | 0–1     |

### Lượt đi
| Nottingham Forest                        | 3–3     | Köln                                   |
| ---------------------------------------- | ------- | -------------------------------------- |
| Birtles 28' · Bowyer 53' · Robertson 63' | Báo cáo | Van Gool 6' · Müller 20' · Okudera 85' |

| Austria Wien | 0–0     | Malmö FF |
| ------------ | ------- | -------- |
|              | Báo cáo |          |

### Lượt về
| Köln | 0–1     | Nottingham Forest |
| ---- | ------- | ----------------- |
|      | Báo cáo | Bowyer 65'        |

Nottingham Forest giành chiến thắng chung cuộc 4–3.
| Malmö FF    | 1–0     | Austria Wien |
| ----------- | ------- | ------------ |
| Hansson 47' | Báo cáo |              |

Malmö FF giành chiến thắng chung cuộc 1–0.

## Chung kết
| Nottingham Forest | 1–0     | Malmö FF |
| ----------------- | ------- | -------- |
| Francis 45'       | Báo cáo |          |

## Các cầu thủ ghi bàn hàng đầu
Dưới đây là danh sách các cầu thủ ghi nhiều bàn thắng nhất tại Cúp C1 châu Âu 1978–79 (không bao gồm vòng loại):
| Hạng | Tên                   | Đội               | Bàn |
| ---- | --------------------- | ----------------- | --- |
| 1    | Claudio Sulser        | Grasshopper       | 11  |
| 2    | Garry Birtles         | Nottingham Forest | 6   |
| 3    | Dieter Müller         | Köln              | 5   |
| 3    | Walter Schachner      | Austria Wien      | 5   |
| 5    | Dušan Bajević         | AEK Athens        | 4   |
| 5    | Kazimierz Kmiecik     | Wisła Kraków      | 4   |
| 5    | Willy van der Kuijlen | PSV Eindhoven     | 4   |
| 8    | Gerrie Deijkers       | PSV Eindhoven     | 3   |
| 8    | Roger van Gool        | Köln              | 3   |
| 8    | Juanito               | Real Madrid       | 3   |
| 8    | Karel Kroupa          | Zbrojovka Brno    | 3   |
| 8    | Anders Ljungberg      | Malmö FF          | 3   |
| 8    | Raimondo Ponte        | Grasshopper       | 3   |
| 8    | Santillana            | Real Madrid       | 3   |